# Claudia Felicitas de Austria
Arhiducesa Claudia Felicitas de Austria (n. 30 mai 1653, Innsbruck, Austria – d. 8 aprilie 1676, Viena, Monarhia Habsburgică) a fost fiica cea mare a Arhiducelui Ferdinand Karl de Austria și a soției acestuia, Anna de Medici. Ea a fost împărăteasă a Sfântului Imperiu Roman, Arhiducesă de Austria, regină germană, regină consort a Ungariei, Boemiei și a doua soție a împăratului Leopold I.

## Biografie
Claudia Felicitas s-a născut la Florența la curtea mamei ei, Anna de Medici. A fost fiica cea mare și singurul copil care a atins maturitatea. Eșecul părinților ei de a produce moștenitori masculini a însemnat ca fratele tatălui ei, Sigismund Francis, să-i succede la tronul Tyrol după decesul lui Ferdinand Karl în 1662.
Bunicii materni au fost Cosimo al II-lea de Medici, Mare Duce de Toscana și Maria Magdalena de Austria.

## Căsătorie și copii
După ce prima soție a murit în 1673 mulți curteni ai împăratului Leopold I se așteptau ca acesta să-și găsească o nouă soție. El era ultimul moștenitor masculin Habsburg alături de bolnavul rege Carol al II-lea al Spaniei. Leopold și-a plâns prima soție însă șase luni mai târziu Claudia a fost aleasă ca noua sa soție. La 15 octombrie 1673, la Graz, Claudia s-a căsătorit cu Leopold. Ea era tânără, atrăgătoare și aparent conștientă de noul ei statut. Leopold se plângea că ea nu era "ca Margareta mea".
Claudia și Leopold au avut doi copii:
- Anna Maria Sophia (11 septembrie 1674 - 21 decembrie 1674).
- Maria Josepha (11 octombrie 1675 - 11 iulie 1676).

Ambii copii au murit în copilărie. Claudia Felicitas însăși a murit la scurtă vreme, la Viena, unde a și fost înmormântată. Mai târziu Leopold s-a recăsătorit cu Eleonore-Magdalena de Neuburg.